# Eparquia de New Westminster
A Eparquia Católica Ucraniana de New Westminster (Eparchia Neo-Vestmonasteriensis Ucrainorum) é uma eparquia pertencente a Igreja Greco-Católica Ucraniana, está localizada na cidade de New Westminster, na província de Colúmbia Britânica, pertencente a Arquieparquia de Winnipeg no Canadá. Foi fundada em 1974 pelo Papa Paulo VI. Com uma população católica de 7.700 habitantes, possui 13 paróquias com dados de 2018.

## História
Em 27 de junho de 1974 o Papa Paulo VI cria a Eparquia de New Westminster, através do território da Eparquia de Edmonton. 

## Lista de eparcas
A seguir uma lista de eparcas desde a criação da eparquia em 1974. 
|                            | Nome                                 | Período                    | Notas                      |
| Eparcas de New Westminster | Eparcas de New Westminster           | Eparcas de New Westminster | Eparcas de New Westminster |
| -------------------------- | ------------------------------------ | -------------------------- | -------------------------- |
| 4º                         | Michael Kwiatkowski                  | 2023 - atual               |                            |
| 3º                         | Kenneth Nowakowski                   | 2007 - 2020                |                            |
| 2º                         | Severian Stefan Yakymyshyn, O.S.B.M. | 1995 - 2007                | Eparca emérito             |
| 1º                         | Jeronim Isidore Chimy, O.S.B.M.      | 1974 - 1992                | Faleceu no cargo           |